# Xanthopimpla aurita
Xanthopimpla aurita là một loài tò vò trong họ Ichneumonidae.